# Rafael Díez Usabiaga
Rafael Díez Usabiaga (Urnieta, 1956) es un sindicalista del País Vasco, perteneciente a la denominada izquierda abertzale. Fue secretario general de Langile Abertzaleen Batzordeak (LAB) durante doce años (1996-2008). Rafa Díez, como se le conoce habitualmente, está casado y tiene dos hijos.

## Biografía

### Actividad sindical
Trabajador de la empresa Michelín, se inició muy joven en el sindicalismo, uniéndose a las estructuras de LAB prácticamente desde sus inicios. Ya en los años ochenta se incorpora a la dirección del sindicato, que en ese momento se ejercía de forma colegiada y en el III congreso, celebrado en marzo de 1992 en Lejona (Vizcaya) es nombrado coordinador general de LAB. Posteriormente, en el IV congreso, celebrado en abril de 1996 en el mismo escenario, pasa a desempeñar el cargo de secretario general, siendo reelegido para el mismo puesto en el V Congreso (San Sebastián, 2000) y en el VI congreso (Pamplona, 2004). Abandonó la secretaría general de LAB en el VII congreso (junio de 2008), según los estatutos del sindicato, siendo sucedido en el cargo por Ainhoa Etxaide.

### Actividad política
Díez Usabiaga también ha desempeñado labores como parlamentario abertzale en las listas de Herri Batasuna, tanto en el Congreso de los Diputados de España como en el Parlamento Vasco de Vitoria.
Considerado como una persona de gran influencia dentro de la izquierda abertzale, asistió como asesor a las conversaciones de Argel entre el Gobierno español y ETA en la primavera de 1989, en lo que fue el primer intento de negociación entre el Estado español y la organización terrorista. Tras la ilegalización de Batasuna en 2002, en virtud la aplicación de la Ley de Partidos, Usabiaga fue citado como uno de los participantes en los contactos no oficiales mantenidos entre la izquierda abertzale y el Partido Socialista Obrero Español (PSOE) con objeto de abrir un proceso de diálogo tras la declaración alto el fuego permanente por parte de ETA en marzo de 2006.
El atentado en la Terminal T4 perpetrado por ETA el 30 de diciembre de 2006 mediante la colocación de bombas en el aeropuerto de Barajas, en Madrid, y que costó la vida a dos personas, supuso la ruptura de facto de dicho alto el fuego. Tras estos hechos, Díez Usabiaga afirmó que "con bombas no hay proceso" y subrayó que con "leyes de excepción", la "persecución" de la izquierda abertzale o políticas penitenciarias basadas "en la venganza", tampoco. Añadió que el proceso sólo se podría construir sobre las bases de las condiciones democráticas y la no violencia.

### Caso Bateragune
En octubre de 2009 fue detenido, según el auto judicial, por intentar reconstruir Batasuna mediante Bateragune, un órgano de coordinación de la izquierda abertzale que estaría vinculado a ETA. Por estos hechos, la Audiencia Nacional lo condenó a diez años de prisión en septiembre de 2011, al considerar que ostentaba, junto a Arnaldo Otegi, la "suprema categoría de responsable y promotor del grupo [Bateragune]", grupo que el tribunal calificó como "receptor de las órdenes" de ETA. Antes de la sentencia, en abril de 2010, Díez Usabiaga había sido puesto en libertad bajo fianza para cuidar de su madre por su estado crítico, pero tres días después de dictada la misma reingresó en prisión.
En mayo de 2012 el Tribunal Supremo les rebajó la condena a seis años y medio de prisión, al considerar que no había ningún argumento sólido para considerarlos dirigentes de ETA, y descartó su participación en Bateragune, órgano vinculado a Ekin. La sentencia no fue unánime, ya que tres de los jueces del tribunal validaron la sentencia y otros dos emitieron sendos votos particulares, uno partidario de la libre absolución y otro de la anulación del juicio. También se pronunciaron contra ella diversos agentes sociales, sindicales y políticos, así como abogados y juristas, a los que les parecía obvio que los condenados estaban intentado generar un instrumento para desactivar desde la sociedad civil el terrorismo de ETA. En septiembre de 2014 el Tribunal Constitucional rechazó, por cuatro votos frente a dos, su recurso de amparo contra esta sentencia.
Salió de la cárcel el 17 de agosto de 2017 tras cumplir íntegramente su condena. El 6 de noviembre de 2018 el Tribunal Europeo de Derechos Humanos dictaminó que el juicio por el que fue condenado no había sido justo porque se violó su derecho a ser juzgado por un tribunal independiente e imparcial.
Tras su salida de prisión fue responsable de orientación estratégica de Sortu, siendo sustituido por David Pla en enero de 2022.